# Březová nad Svitavou
Březová nad Svitavou (deutsch Brüsau) ist eine Stadt in Tschechien.

## Geographische Lage

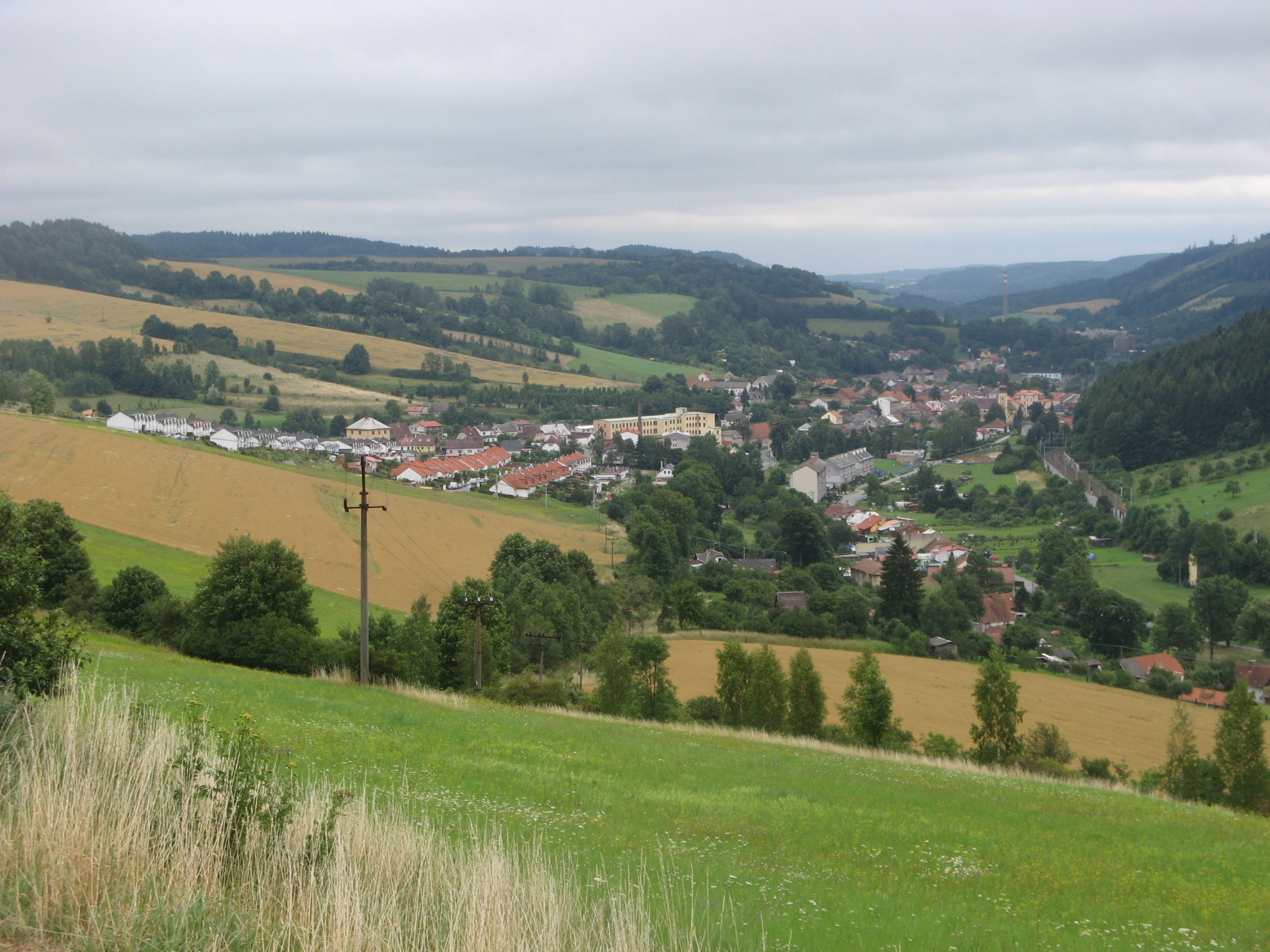
Stadt und Umgebung

Die Kleinstadt liegt in Mähren 13 Kilometer südlich von Svitavy (deutsch: Zwittau) am linken Ufer der Svitava und befindet sich in der Böhmisch-Mährischen Höhe.
Östlich erhebt sich der 535 m hohe Farský kopec. Durch den Ort führt die Europastraße 461/Staatsstraße 43 von Svitavy nach Letovice (Lettowitz).
Nachbarorte sind Česká Dlouhá und Moravská Dlouhá im Norden, Horní Hynčina im Nordosten, Rudná und Želivsko im Osten, Horákova Lhota, Dobrošov und Sibíř im Südosten, Zářečí, Mariánské Údolí, Moravská Chrastová, Podlesí und Brněnec im Süden, Nová Amerika und Bělá nad Svitavou im Südwesten sowie Banín im Nordwesten.

## Geschichte

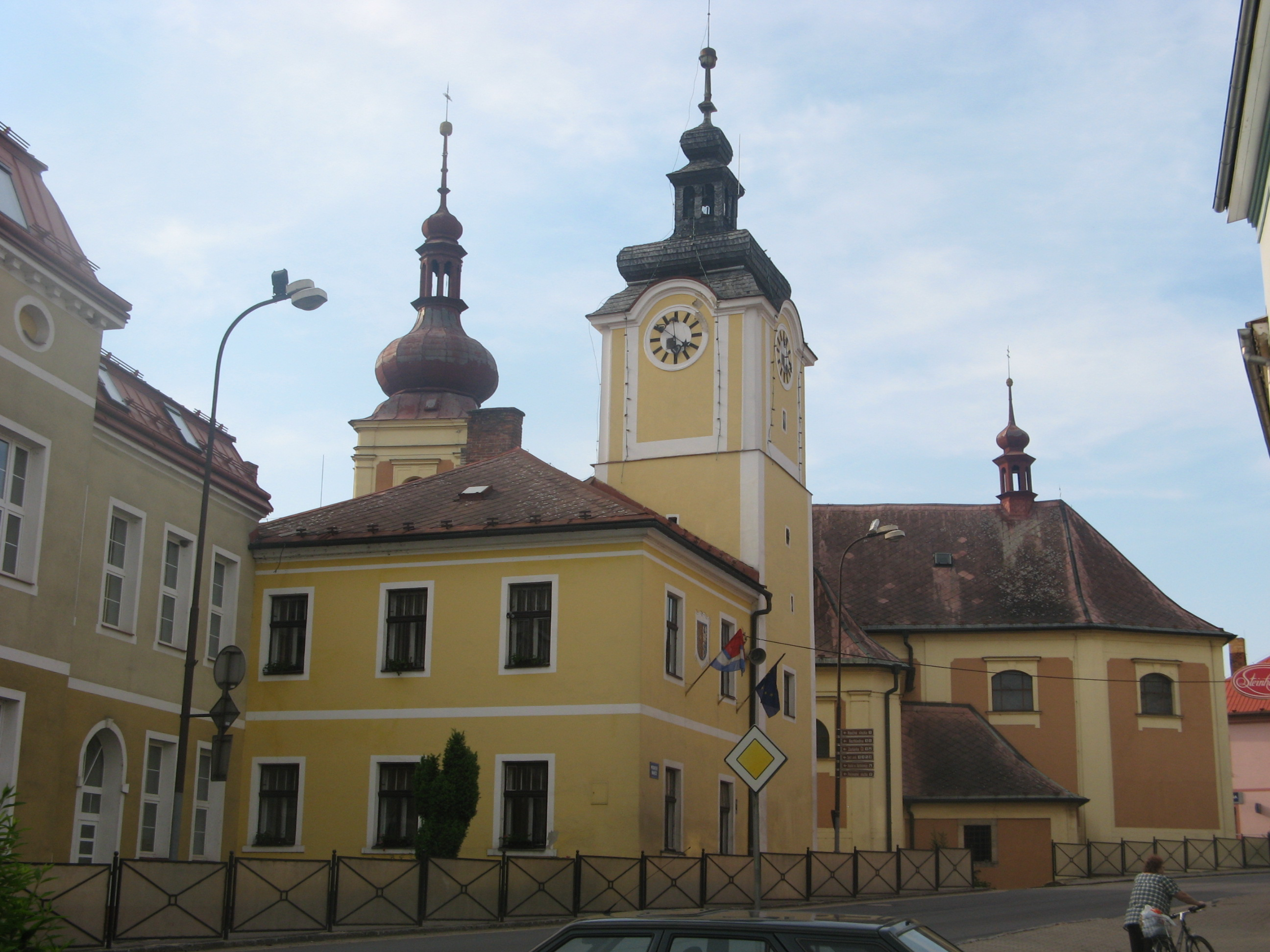
Bartholomäuskirche

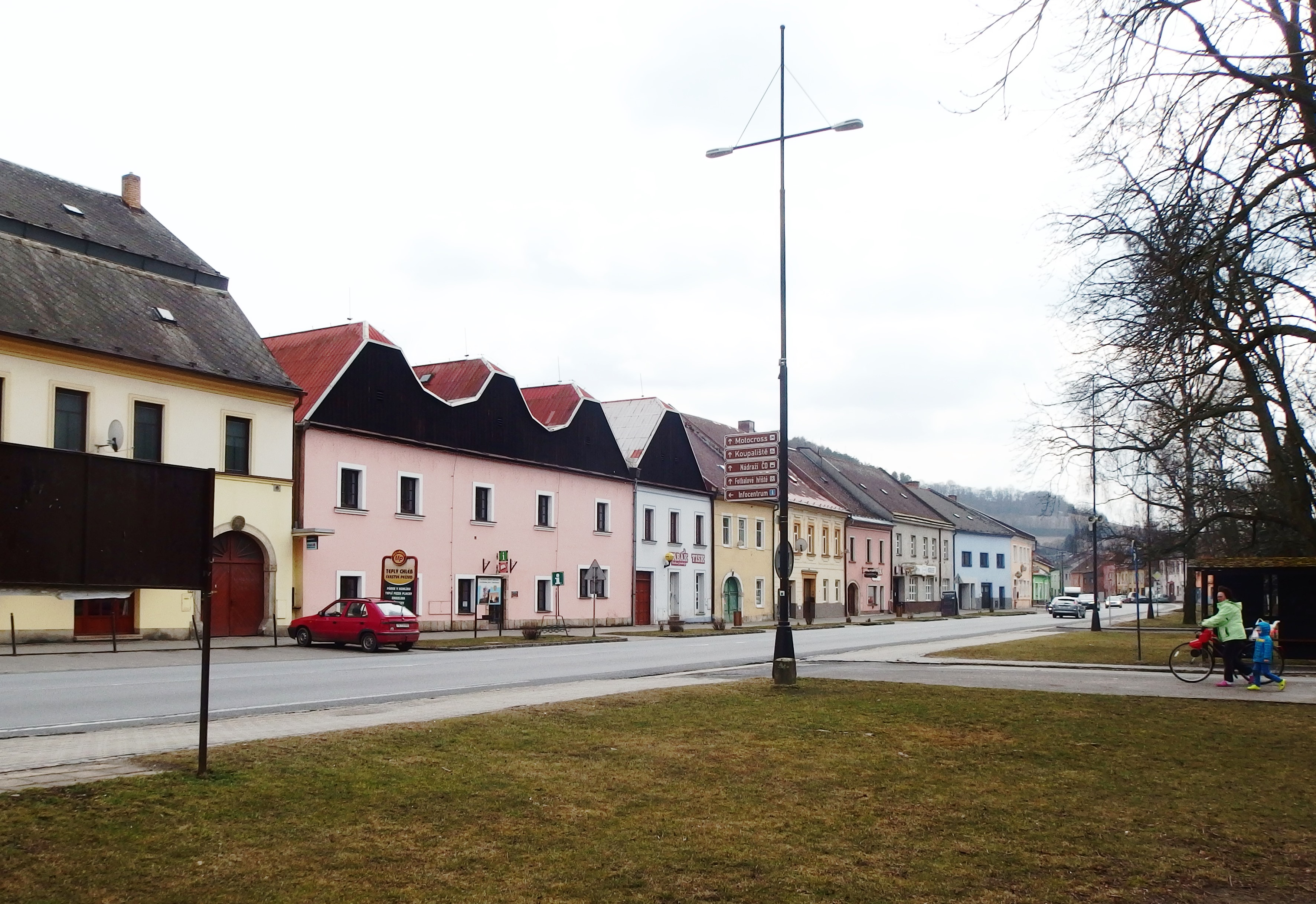
Wohnhäuser

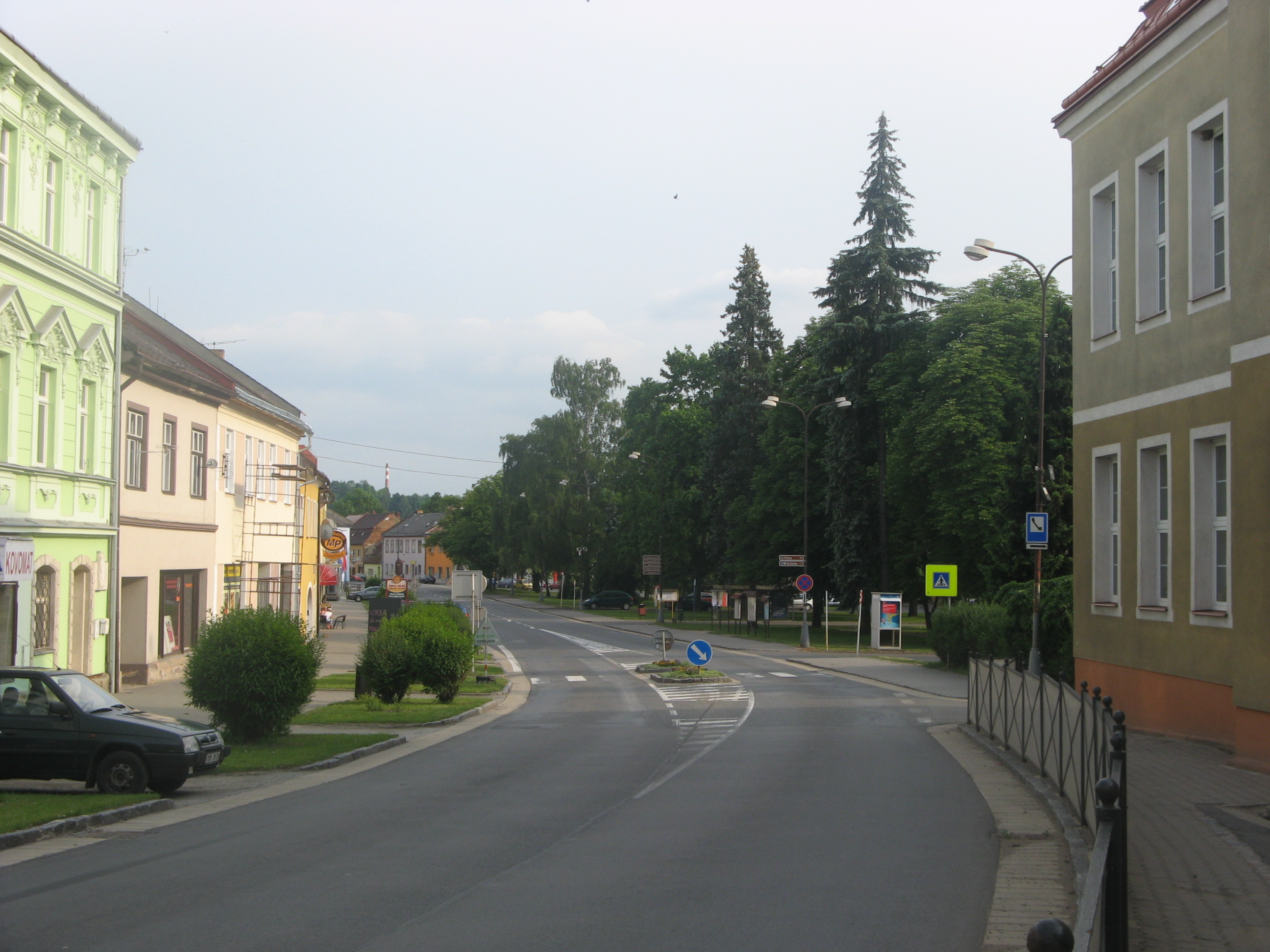
Straßenzug

Die erste urkundliche Erwähnung des zur bischöflichen Herrschaft Svitavy gehörigen Dorfes Bresovia erfolgte im Jahre 1295 in einer Urkunde des Bistums Olmütz. Vladislav II. verlieh dem Ort am 1. August 1497 die Stadtrechte sowie das Privileg zur Abhaltung eines achttägigen Jahrmarktes. Zur Stadt gehörten die Dörfer Mährisch Wiesen und Mußlau.
In dem Städtchen spielte das Handwerk eine große Rolle. Schon seit dem 16. Jahrhundert besaßen die Schuhmacher ihre Zunft und die Schneider-, Bäcker-, Schmiede-, Metzger- und Weberinnungen entstanden im nachfolgenden Jahrhundert. Daneben trieb das Wasser der Svitava Mühlen an und das Brüsauer Mehl genoss einen guten Ruf.
Einen wirtschaftlichen Aufschwung brachte der Bau der Eisenbahn von Prag über Brünn nach Wien, auf der am 1. Jänner 1849 der erste Zug rollte. Es siedelten sich in der Folge Textilfabriken, eine Papierfabrik und ein Sägewerk an. Am 4. November 1869 begann der zweigleisige Verkehr auf der Eisenbahnhauptstrecke.
Seit 1850 gehörte die Stadt zum politischen Bezirk Mährisch Trübau und zum Gerichtsbezirk Zwittau. 1880 lebten in Brüsau 1918 Menschen. Zwischen 1911 und 1913 entstand in Mußlau das I. Brüsauer Wasserwerk zur Trinkwasserversorgung von Brünn. Nach dem Münchner Abkommen wurde Brüsau, dessen Einwohner zu etwa 2/3 Deutsche waren, ins Deutsche Reich eingegliedert und gehörte von 1939 bis 1945 zum Landkreis Zwittau, Regierungsbezirk Troppau, im Reichsgau Sudetenland.
Nach Kriegsende erfolgte die Vertreibung der deutschen Bevölkerung und 1945 wurden die Stadtrechte nicht erneuert. 1948 wurde der Ortsteil Muzlov zur Vergrößerung des Trinkwasserschutzgebietes ausgesiedelt und renaturiert; lediglich ein Haus und die Kapelle blieben erhalten. 1972 begann der Bau der II. Wasserwerkes, das 1975 vollendet wurde. Zwischen 1976 und 1990 war Březová nad Svitavou nach Brněnec eingemeindet.

### Demographie
| Jahr | Einwohner | Anmerkungen                                                                         |
| ---- | --------- | ----------------------------------------------------------------------------------- |
| 1900 | 1735      | deutsche Einwohner                                                                  |
| 1921 | 1710      | davon 1266 Deutsche und 432 Tschechen                                               |
| 1930 | 1506      | [ 4 ]                                                                               |
| 1939 | 1286      | [ 4 ]                                                                               |
| 1970 | 1490      | mit den eingemeindeten Orten                                                        |
| 1980 | 1500      | Dlouhá und Zářečí mit einberechnet                                                  |
| 1991 | 1376      | davon 945 in Březová, 296 in Dlouhá und 135 in Zářečí                               |
| 2001 | 1379      | davon 930 in Březová, 234 in Česká Dlouhá, 43 in Moravská Dlouhá und 172 in Zářečí  |
| 2011 | 1756      | davon 1313 in Březová, 246 in Česká Dlouhá, 49 in Moravská Dlouhá und 148 in Zářečí |

## Ortsgliederung
Für Březová nad Svitavou sind keine Ortsteile ausgewiesen. Březová nad Svitavou besteht aus den Grundsiedlungseinheiten Březová nad Svitavou, Česká Dlouhá (Böhmisch Wiesen), Moravská Dlouhá (Mährisch Wiesen), Muzlov (Mußlau) und Zářečí (Hinterwasser). Zu Březová nad Svitavou gehört außerdem die Siedlung Nový Brněnec.
Das Gemeindegebiet gliedert sich in die Katastralbezirke Březová nad Svitavou, Česká Dlouhá, Moravská Dlouhá, Muzlov und Zářečí nad Svitavou.

## Sehenswürdigkeiten
- Pfarrkirche St. Bartholomäus

## Söhne und Töchter der Stadt
- Karel Kořistka (1825–1906), Mathematiker und Geodät
- Eduard Schwoiser (1826–1902), Historienmaler
- Ignaz Robert Schütz (1868–1927), sudetendeutscher Physiker, Mathematiker und Journalist
- Irma Lang-Scheer (1901–1986), akademische Malerin
- Franz Polak (1909–2000), römisch-katholischer Geistlicher
- Kurt Felkl (1918–2013), deutscher Urologe und Generalarzt der Bundeswehr